# Persécution des Biharis au Bangladesh
La persécution des Biharis, une minorité musulmane du Bangladesh, également connue sous le nom de Stranded Pakistanis (Pakistanais échoués), a eu lieu pendant et après la guerre de libération du Bangladesh de 1971 (appelée guerre civile au Pakistan), les Biharis ont été victimes de discrimination généralisée. Les Biharis étaient de souche ourdouophone et maintenaient largement une position pro-pakistanaise, soutenaient les forces armées pakistanaises et s'opposaient à l'indépendance du Bangladesh et au mouvement pour la langue bengali. Ils ont fait face à des représailles de la part des foules et des milices bengalis et de 1 000 à 150 000 personnes ont été tuées. Les représentants des Biharis affirment que 500 000 d'entre eux ont été tués.
La Cour Suprême du Bangladesh a déclaré les Biharis éligibles à la citoyenneté bangladaise en 1972, mais environ 500 000 ont choisi le retour au Pakistan. Un rapatriement a été mis en œuvre par la Croix-Rouge pendant un certain nombre d'années, mais en 1978, le gouvernement pakistanais a retiré leur citoyenneté aux Pakistanais restant au Bangladesh. Des chercheurs (comme Sumit Sen) soutiennent que la dénationalisation des Biharis par le gouvernement pakistanais et sa réticence à les réhabiliter au Pakistan sont des preuves suffisantes de persécution pour justifier le statut de réfugié. Les Biharis ont également été confrontés à une discrimination institutionnalisée liée à leur statut de citoyen, et beaucoup vivent dans la misère dans des camps de réfugiés.

## Histoire

### Violence de partitionnement
Le Bihar (maintenant un état dans l'est de l'Inde) a été en proie à des violences communautaires entre musulmans biharis, également connus sous le nom de Stranded Pakistanis (Pakistanais échoués), et hindous en raison de la partition, de même que d'autres anciens territoires de l'Inde britannique. Plus de 30 000 Biharis ont été tués en octobre et novembre 1946, et on estime que jusqu'à un million ont migré vers le Pakistan oriental. Au lendemain de l'émeute de 1946 au Bihar, Jinnah a déclaré : « Je n'ai jamais rêvé que de mon vivant je verrais le Pakistan exister, mais la tragédie du Bihar l'a provoqué. ». La Ligue musulmane a organisé la réhabilitation des réfugiés biharis dans le Sindh. L'arrivée des réfugiés dans les camps du Sindh et du Bengale en 1946 a coïncidé avec le mouvement ultérieur des réfugiés en 1947.
Sheikh Mujibur Rahman (alors leader étudiant) a visité les villages touchés du Bihar avec son équipe de secours, et a demandé aux réfugiés du Bihar de se rendre au Bengale oriental en 1947.

### Migration depuis le Bihar
La partition de l'Inde en 1947 a déplacé entre 11,6 et 18 millions de personnes ; des millions de musulmans ont migré de l'Inde vers le Pakistan tandis que des millions d'hindous et de sikhs ont migré du Pakistan vers l'Inde,. Les adeptes de la théorie des deux nations croient qu'en plus du Pakistan, les musulmans devraient avoir une patrie indépendante dans les régions à majorité musulmane de l'Inde ; cela a déclenché la migration massive des musulmans vers le Dominion du Pakistan,. Selon le recensement de 1951, 671 000 réfugiés se trouvaient au Bengale oriental ; en 1961, la population de réfugiés avait atteint 850 000 personnes. Les estimations générales suggèrent qu'environ 1,5 million de musulmans ont migré du Bengale occidental et du Bihar vers le Bengale oriental dans les deux décennies qui ont suivi la partition.

## Contexte
L'une des raisons invoquées pour expliquer la violence communautaire entre les Biharis et les Bengalis était l'opposition du bengali à l'ourdou en tant que langue nationale, qui a entraîné le mouvement pour la langue bengali et une récession économique. L'attitude relativement laïque du Pakistan oriental a accru les tensions entre les deux communautés et les deux provinces du pays. Lors des élections générales de 1970, les Biharis ont surtout soutenu la Ligue musulmane, majoritairement pakistanaise, plutôt que la Ligue Awami (massivement soutenue par les Bengalis), et ont joué un rôle anti-sécessionniste actif dans la guerre de libération.
Les Biharis ont soutenu les forces armées pakistanaises pendant la guerre de libération du Bangladesh en 1971 (appelée guerre civile au Pakistan), comprenant en majorité des groupes paramilitaires armés tels que Al-Shams, Razakar et Al-Badr (tenus responsables de la campagne génocidaire contre les nationalistes, civils, minorités religieuses et ethniques bengalis). Des organes d'information tels que la BBC ont publié des estimations du nombre de morts par des chercheurs indépendants variant de 200 000 à 500 000. Des chercheurs tels que R. J. Rummel et Matthew White estiment à 1,5 million le nombre total de civils bengalis tués,.
Ayant provoqué des troubles parmi les Bengalis,, les Biharis sont devenus la cible de représailles,. Le projet Minorities at Risk estime à 1 000 le nombre de Biharis tués pendant la guerre ; cependant, R. J. Rummel cite un chiffre « probable » de 150 000,.
Une autre cause de représailles bengalis pourrait être la collaboration des Biharis avec l'armée pakistanaise, qui a participé au viol collectif des Bengalis pendant la guerre de libération du Bangladesh. Susan Brownmiller a estimé le nombre de victimes de viols de l'armée pakistanaise et de ses collaborateurs pendant la guerre entre 200 000 et 400 000 femmes et enfants.
De nombreux chercheurs ont utilisé ces événements pour minimiser, marginaliser et même justifier les atrocités commises contre des non-Bengalis ou pour supprimer le souvenir des atrocités commises contre eux.

## Événements
Au début de mars 1971, 300 Biharis ont été tués par des foules bengalies à Chittagong. Le massacre a été utilisé par l'armée pakistanaise pour justifier le lancement de l'opération Searchlight contre le mouvement nationaliste bengali. Les Biharis ont été massacrés à Jessore, Panchabibi et Khulnâ (où, en mars 1972, 300 à 1 000 Biharis ont été tués et leurs corps jetés dans un fleuve voisin).
L'ampleur des attaques anti-Biharis perpétrées par les Bengalis tout au long de la guerre est contestée. Les sources bengalies admettent la mort de quelques milliers à trente ou quarante mille non-Bengalis. Selon un livre blanc publié par le gouvernement pakistanais, la Ligue Awami a tué 64 000 Biharis et Pakistanais de l'Ouest. R. J. Rummel, historien à l'université d'Hawaii, donne une fourchette de 50 000 à 500 000 Biharis tués et conclut à un chiffre prudent de 150 000 tués par les Bengalis. Les estimations internationales varient de vingt-mille à deux-cent-mille. En juin 1971, les représentants de Bihari ont avancé un chiffre de 500 000 Biharis tués par les Bengalis.

## Conséquences

### Mukti Bahini
Selon certaines allégations, Mukti Bahini, la force de résistance bengali, soutenue par le gouvernement indien du Pakistan oriental, aurait tué des non-Bengalis (principalement des Pakistanais de l'Ouest et des Bihari) au lendemain de la guerre de libération du Bangladesh. Sarmila Bose (en), dans son livre « Dead Reckoning : Souvenirs de la guerre de 1971 au Bangladesh », a accusé les récits de la libération du Bangladesh d'ignorer les atrocités commises contre les personnes parlant ourdou dans l'est du Pakistan. Cependant, le livre de Bose est considéré comme controversé. Il a été fortement critiqué par de nombreux historiens, journalistes et écrivains,,.

### Crise des réfugiés
Le gouvernement du Bangladesh a annoncé le décret présidentiel 149 en 1972, offrant la citoyenneté aux Biharis. Selon des sources gouvernementales, 600 000 Biharis ont accepté l'offre et 539 669 ont choisi de retourner au Pakistan. Mais selon l'historienne Partha Ghosh, environ 470 000 Biharis sur un total de 700 000 ont choisi d'être rapatriés au Pakistan par la Croix-Rouge internationale. Plusieurs groupes au Pakistan ont exhorté leur gouvernement à accepter les Biharis,.
Surur Hoda (en), un dirigeant socialiste, a joué un rôle actif dans la résolution de la crise des réfugiés. Il a organisé une délégation, dirigée par David Ennals et Ben Whitaker (en), hommes politiques du Parti travailliste britannique, qui a encouragé de nombreux réfugiés à rentrer au Pakistan. Dans un accord de 1974, le Pakistan a accepté 170 000 réfugiés biharis, mais le processus de rapatriement est au point mort depuis.
Des organisations telles que Refugees International (en) ont exhorté les deux gouvernements à « accorder la citoyenneté aux centaines de milliers de personnes qui restent sans nationalité effective. ». Lors de son voyage au Bangladesh en 2002, le président pakistanais Pervez Musharraf a déclaré qu'il compatissait au sort des Biharis, mais qu'il ne pouvait pas leur permettre d'émigrer au Pakistan. En 2006, le Haut-Commissariat des Nations Unies pour les réfugiés (HCR) ne s'était pas encore penché sur le sort des Biharis. Le 19 mai 2008, la Haute Cour de Dhaka a approuvé la citoyenneté et le droit de vote pour environ 150 000 réfugiés mineurs au moment de la guerre d'indépendance du Bangladesh en 1971. Les personnes nées dans le pays depuis la guerre ont également obtenu la citoyenneté et le droit de vote,.

### Immigration
En raison de leur position pro-pakistanaise initiale, les Biharis ont été cohérents dans leur souhait d'être rapatriés au Pakistan. Au départ, 83 000 Biharis (58 000 anciens fonctionnaires et militaires), des membres de familles divisées et 25 000 personnes en détresse ont été évacués au Pakistan. En 1974, 108 000 personnes avaient été transférées au Pakistan (principalement par voie aérienne) ; en 1981, elles étaient environ 163 000. Les deux pays ont signé des accords sur le rapatriement des apatrides, mais seulement quelques centaines ont réussi à se rendre au Pakistan. Sous la supervision du Haut Commissariat des Nations unies pour les réfugiés, plus de 119 000 Biharis ont été transportés par avion au Pakistan. En 1982, le Pakistan en avait reçu 169 000. Certains Biharis sont également entrés au Pakistan par des moyens illégaux. Selon le rapport du HCR, 170 000 ont été rapatriés après le deuxième accord de Delhi. En 1977, 4 790 familles ont été rapatriées, 2 800 en 1979, 7 000 en 1981, 6 000 en 1984 et 50 en 1993. Au total, environ 178 069 Biharis ont été rapatriés au Pakistan entre 1973 et 1993,,.
En 1988, l'Organisation de la coopération islamique (OCI) a réuni environ 500 millions de dollars pour le rapatriement et la réhabilitation des Biharis au Pakistan. Un comité spécial, le conseil d'administration du Rabita (Coordination) Trust Board, a été formé par le président pakistanais Muhammad Zia-ul-Haq. Elle a reçu 14 millions de dollars en 1992 et sollicitait des dons supplémentaires de l'Arabie saoudite et d'autres États du Golfe pour la réhabilitation du Biharis.
La terre attribuée aux Biharis au Pakistan dans une colonie de Mian Channu est maintenant un bidonville. Les Biharis ont été pris pour cible par le peuple ethnique Sindhi pendant les émeutes de Karachi dans les années 1980. Dans la province du Pendjab, au Pakistan, les Pendjabis ethniques occupaient de force les abris alloués aux Biharis. Ces incidents ont incité certains Biharis à retourner au Bangladesh.

## Conditions actuelles
Bien que de nombreux Biharis se soient assimilés à la population bengali du Bangladesh, certains choisissent d'émigrer au Pakistan et sont réinstallés dans des camps de réfugiés au Bangladesh. Selon une estimation, au moins 250 000 Biharis se trouvent encore dans des camps de réfugiés urbains au Bangladesh. Les camps sont devenus des bidonvilles, dont le plus grand (connu sous le nom de « Geneva Camp », avec plus de 25 000 personnes) est surpeuplé et sous-développé ; les familles de jusqu'à 10 personnes vivent généralement dans une seule pièce, une latrine est partagée par 90 familles et pas plus de 5% de la population a une éducation formelle. En raison du manque de possibilités d'éducation et des mauvaises conditions de vie, les jeunes hommes des bidonvilles ont créé une association de jeunes étudiants ourdou Bashi Jubo Chattro Sangathan (Association des jeunes étudiants ourdouophones) pour accroître les possibilités d'éducation dans leur communauté. Les problèmes de santé et d'assainissement persistent en raison de la mauvaise qualité des systèmes de drainage et d'égouts, et la situation économique des réfugiés de Bihari a été décrite dans les bulletins de nouvelles et les revues universitaires comme extrêmement mauvaise.

### Affrontements en 2014
En 2014, des membres de la Ligue Awami au pouvoir, aidés par la police, se sont heurtés aux membres de la communauté ourdouophone pour tenter de s'emparer de terres dans le thana de Mirpur à Dacca. Au cours de ces affrontements, neuf personnes, dont huit membres d'une famille, ont été brûlées vives par la Ligue Awami et leurs partisans bengalis locaux.
Les Biharis ont blâmé les attaques dirigées par Elias Mollah (en), le législateur ethnique bengali de Mirpur. Elias Mollah a nié son implication et a blâmé une « conspiration manifeste » contre lui.

## Citoyenneté et efforts de réconciliation
En mai 2003, une décision de la Haute Cour du Bangladesh a permis à dix réfugiés biharis d'obtenir la citoyenneté et le droit de vote. Le jugement a révélé un fossé entre les générations de Biharis ; les jeunes Biharis avaient tendance à être « exaltés », mais beaucoup de personnes âgées se sentaient « désespérées par l'enthousiasme » de la jeune génération et disaient que leur véritable foyer se trouvait au Pakistan. De nombreux Biharis revendiquent aujourd'hui de plus grands droits civils et une plus grande citoyenneté au Bangladesh.
Le 19 mai 2008, la Haute Cour de Dhaka a approuvé la citoyenneté et le droit de vote pour environ 150 000 réfugiés mineurs au moment de la guerre d'indépendance du Bangladesh en 1971. Les personnes nées dans le pays depuis la guerre ont également obtenu la citoyenneté et le droit de vote,. Plusieurs partis politiques ont fait campagne dans les camps pour le vote des Bihari lors de l'élection générale de 2008, et le groupe a été considéré comme important pour les partis et les candidats. Bien que la décision du tribunal ait explicitement indiqué que les Biharis ont le droit de s'inscrire pour voter aux élections de décembre 2008, la Commission électorale a fermé ses listes en août 2008 sans les inscrire.

## Lectures complémentaires
- Library of Congress, Bangladesh : A Country Study, CreateSpace Independent Publishing Platform, 10 juin 2013, 342 p. (ISBN 978-1-4903-8243-2)
- Yasmeen Niaz Mohiuddin, Pakistan : A Global Studies Handbook, ABC-CLIO, 2007, 382 p. (ISBN 978-1-85109-801-9 et 1-85109-801-1, lire en ligne), p. 174
- « Bangladesh Genocide Archive »
- Report Hamoodur-Rahman Commission
- « The heartbreaking story of the 'Biharis' stranded in Bangladesh, Tahir Mahmoud, Crescent Magazine »